# Gurahonț
Gurahonț là một xã thuộc hạt Arad, România. Dân số thời điểm năm 2002 là 4502 người.